# Kjellaug Steinslett
Kjellaug Steinslett (9 de julho de 1946 - 4 de junho de 2011) foi uma romancista norueguesa conhecida por ter escrito a série de romances Kystfolket ("Coastal People"). Ela publicou o seu romance de estreia em 1996, e escreveu 55 livros nesta série, além de outra série, Kystens datter. Steinslett acabou por se mudar para a Espanha, e morreu em junho de 2011 de cancro.